# Dragon's Fury (Chessington World of Adventures)
Dragon's Fury sont des montagnes russes tournoyantes du parc Chessington World of Adventures, situé dans le comté de Surrey, en Angleterre, au Royaume-Uni. Elles ont été construites par Maurer Söhne et ont ouvert le 27 mars 2004. Le thème de l'attraction est survivre à la colère du dragon.
L'attraction a été annoncée en 2003 comme l'attraction principale de la zone The Land of the Dragons, qui a aussi ouvert en 2004. Elle a été achetée par le Tussauds Group avec Sonic Spinball, des montagnes russes tournoyantes ouvertes à la même date dans le parc Alton Towers.

## Parcours
La plupart du parcours est située dans la zone The Land of the Dragons, mais l'entrée se trouve dans la zone Wild Asia. Le parcours est connu pour son virage vertical. La décoration inclut des arbres carbonisés, une tête de dragon sculptée et un dragon mécanique. Les rails sont verts et les supports sont rouges. Des photos On-ride sont prises au bas de la première descente. Le parcours a une hauteur maximale de 15,5 mètres et sa longueur est de 520 mètres.

## Trains
Dragon's Fury a huit wagons individuels. Les passagers sont placés à deux sur deux rangs pour un total de quatre passagers par wagon.